# Питео
Питео (швед. Piteå, лап. Biŧon, фин. Piitime) град је у Шведској, у северном делу државе. Град је у оквиру Северноботнијског округа, где је једно од најважнијих и највећих насеља. Питео је истовремено и седиште истоимене општине.

## Природни услови
Град Питео се налази у северном делу Шведске и североисточном делу Скандинавског полуострва. Од главног града државе, Стокхолма, град је удаљен 850 км северно.
Рељеф: Питео се развио у области Северна Ботнија. Подручје око града је равничарско и мочварно. надморска висина града се креће 0-20 м.
Клима у Питеу влада оштрији облик континенталне климе.
Воде: Питео се развио у омањем заливу на северу већег Ботнијског залива Балтичког мора. На том месту се река Пите улива у море. Дато место је било добра „природна лука“. У градском залеђу смештено је мноштво малих ледничких језера.

## Историја
Подручје на месту Питеа насељено је у праисторије Лапонцима. Ради осигурања свог утицаја на северу шведска круна овде оснива Питео 1621. године.
Град је задесило више пожара током 18. и 19. века. После тога град је обновљен у правилној ортогоналној мрежи улица и са градњом у камену.
Нови препород Питео доживљава у другој половини 19. века са проласком железнице и доласком индустрије. Тада успостављено благостање града и његових становника траје и дан-данас постоји.

## Становништво
Питео је данас град средње величине за шведске услове. Град има око 23.000 становника (податак из 2010. г.), а градско подручје, тј. истоимена општина има око 41.000 становника (податак из 2010. г.). Последњих деценија број становника у граду стагнира.
До средине 20. века Питео су насељавали искључиво етнички Швеђани. Међутим, са јачањем усељавања у Шведску, становништво града је постало шароликије, али опет мање него у случају других већих градова у држави.

## Привреда
Данас је Питео савремени индустријски град са посебно развијеном индустријом (индустрија прераде дрвета и производње папира). Последње две деценије посебно се развијају трговина, услуге и туризам.

## Галерија
- Стара панорама града
- Градски музеј на главном тргу
- Главна градска црква